# 中華民國駐聖露西亞大使列表
本列表為中華民國駐聖露西亞歷任大使名錄。

## 歷任大使

### 中華民國驻圣卢西亚大使（1984年－1997年）
1984年5月7日，中华民国与圣卢西亚建立大使级外交关系，并于同年6月7日开设驻圣卢西亚大使馆。1997年8月29日，两国断交。
| 姓名   | 到任   | 離任      | 外交衔级 | 外交职务     | 備註          | 備註 |
| ------ | ------ | --------- | -------- | ------------ | ------------- | ---- |
| 王孟顯 | 1984年 | 1989年    | 大使     | 特命全权大使 | 驻 兼         |      |
| 刘伯伦 | 1989年 | 1992年    | 大使     | 特命全权大使 | 驻 格瑞那達兼 |      |
| 林尊贤 | 1992年 | 1994年    | 大使     | 特命全权大使 | 驻 格瑞那達兼 |      |
| 徐启明 | 1994年 | 1997年8月 | 大使     | 特命全权大使 | 驻 格瑞那達兼 |      |

### 中華民國驻圣卢西亚大使（2007年至今）
2007年4月30日，中華民國與聖露西亞復交。
| 姓名   | 到任          | 離任          | 外交衔级 | 外交职务     | 備註 | 備註 |
| ------ | ------------- | ------------- | -------- | ------------ | ---- | ---- |
| 周台竹 | 2007年7月19日 | 2012年5月     | 大使     | 特命全权大使 |      |      |
| 章計平 | 2012年7月2日  | 2015年9月     | 大使     | 特命全权大使 |      |      |
| 牟華瑋 | 2015年9月26日 | 2017年3月     | 大使     | 特命全权大使 |      |      |
| 沈正宗 | 2017年3月6日  | 2020年7月21日 | 大使     | 特命全权大使 |      |      |
| 陳家彥 | 2020年7月22日 | 2025年1月     | 大使     | 特命全权大使 |      |      |
| 蘇瑩君 | 2025年1月29日 | 現任          | 大使     | 特命全权大使 |      |      |

## 外部連結
- 中華民國駐聖露西亞大使館 （页面存档备份，存于）（繁體中文）（英文）(Facebook （页面存档备份，存于）、Twitter （页面存档备份，存于）)